# Úrvalsdeild Karla 1961
La Úrvalsdeild Karla 1961 fue la 50.ª edición del campeonato de fútbol islandés. El campeón fue el KR. ÍBH descendió a la 1. deild karla.

## Tabla de posiciones
|   | Equipo          | PJ | PG | PE | PP | GF | GC | Dif | Pts |
| - | --------------- | -- | -- | -- | -- | -- | -- | --- | --- |
| 1 | KR Reykjavik    | 10 | 8  | 1  | 1  | 35 | 11 | +24 | 17  |
| 2 | ÍA              | 10 | 7  | 1  | 2  | 18 | 12 | +6  | 15  |
| 3 | Valur Reykjavik | 10 | 5  | 2  | 3  | 18 | 13 | +5  | 12  |
| 4 | Fram Reykjavik  | 10 | 4  | 1  | 5  | 23 | 23 | +0  | 9   |
| 5 | ÍBA             | 10 | 2  | 2  | 6  | 11 | 17 | -6  | 6   |
| 6 | ÍBH             | 10 | 0  | 1  | 9  | 6  | 35 | -29 | 1   |